# تاثیر امواج دستگاه‌های بی‌سیم بر سلامت انسان
از زمانی که تلفن وارد زندگی انسان‌ها شد، نگرانی‌هایی دربارهٔ تأثیر امواج موبایل بر سلامتی انسان و ارتباط آن با بیماری‌ها، بین مردم وجود داشته‌است، اما مضر بودن تلفن همراه برای سلامتی انسان، از نظر علمی رد شده و فاقد اعتبار است.
آنتن‌های موجود در تلفن‌های همراه، از جمله گوشی‌های هوشمند، تشعشعات فرکانس رادیویی (RF) منتشر می‌کنند که نوعی از امواج غیر یونیزه (مانند امواج مایکروویو) هستند. بخش‌هایی از سر یا بدن که به آنتن نزدیک‌تر هستند، می‌توانند این انرژی را جذب کرده و آن را به گرما تبدیل کنند. از دهه ۱۹۹۰ به این سو، دانشمندان در حال تحقیق هستند که آیا تشعشعات مرتبط با آنتن‌های تلفن همراه یا دکل‌های مخابراتی که امروزه بسیار رایج شده‌اند، بر سلامت انسان تأثیر می‌گذارند یا خیر. شبکه‌های تلفن همراه از باندهای مختلف تشعشعات RF استفاده می‌کنند که برخی از آن‌ها با محدوده امواج مایکروویو همپوشانی دارند. سایر سیستم‌های بی‌سیم دیجیتال، مانند شبکه‌های ارتباط داده، نیز تشعشعات مشابهی تولید می‌کنند.
در پاسخ به نگرانی‌های عمومی، سازمان بهداشت جهانی (WHO) در سال ۱۹۹۶ پروژه بین‌المللی EMF (میدان‌های الکتریکی و مغناطیسی) را برای بررسی شواهد علمی در مورد اثرات احتمالی EMF در محدوده فرکانس ۰ تا ۳۰۰ گیگاهرتز راه‌اندازی کرد. این سازمان اعلام کرده است که اگرچه تحقیقات گسترده‌ای درباره اثرات احتمالی سلامتی ناشی از قرارگیری در معرض بخش‌های مختلف طیف فرکانسی انجام شده است، تمام بررسی‌های انجام‌شده تاکنون نشان داده‌اند که تا زمانی که میزان قرارگیری در معرض، زیر حد مجاز توصیه‌شده در دستورالعمل‌های EMF (1998) ICNIRP باشد (که کل محدوده فرکانسی ۰ تا ۳۰۰ گیگاهرتز را پوشش می‌دهد)، چنین قرارگیری‌هایی هیچ اثر سوء شناخته‌شده‌ای بر سلامت ایجاد نمی‌کنند.
در سال ۲۰۱۱، آژانس بین‌المللی تحقیقات سرطان (IARC)، که یکی از آژانس‌های وابسته به WHO است، تابش‌های بی‌سیم را در گروه ۲B – احتمالاً سرطان‌زا طبقه‌بندی کرد. این به این معناست که "ممکن است خطر" سرطان‌زایی وجود داشته باشد، بنابراین نیاز است تحقیقات بیشتری درباره استفاده طولانی‌مدت و سنگین از دستگاه‌های بی‌سیم انجام شود. سازمان بهداشت جهانی بیان کرده است که "تعداد زیادی از مطالعات در دو دهه گذشته برای ارزیابی خطرات احتمالی تلفن‌های همراه بر سلامت انجام شده است. تاکنون، هیچ اثر سوء شناخته‌شده‌ای بر سلامت که ناشی از استفاده از تلفن همراه باشد، اثبات نشده است."
دستورالعمل‌های بین‌المللی در مورد سطح قرارگیری در معرض میدان‌های الکترومغناطیسی با فرکانس مایکروویو، مانند دستورالعمل‌های ICNIRP، سطح توان دستگاه‌های بی‌سیم را محدود می‌کنند و معمولاً دستگاه‌های بی‌سیم از این دستورالعمل‌ها تجاوز نمی‌کنند. این دستورالعمل‌ها تنها اثرات حرارتی را در نظر می‌گیرند، زیرا اثرات غیرحرارتی به‌طور قطعی اثبات نشده‌اند. موضع رسمی سازمان حفاظت از سلامت بریتانیا (HPA) این است که "تا به امروز، هیچ شواهد مداومی مبنی بر اینکه وای‌فای و شبکه‌های بی‌سیم (WLANs) بر سلامت جمعیت عمومی تأثیر منفی دارند وجود ندارد"، اما همچنین توصیه کرده که "به‌عنوان یک رویکرد پیشگیرانه معقول... این موضوع باید تحت بررسی مداوم قرار گیرد...".
در بیانیه‌ای در سال ۲۰۱۸، سازمان غذا و داروی آمریکا (FDA) اظهار داشت که "حدود ایمنی فعلی به گونه‌ای تعیین شده‌اند که شامل یک حاشیه ایمنی ۵۰ برابری از اثرات مشاهده‌شده در معرض انرژی فرکانس رادیویی باشد."

## تعریف
موج، ارتعاش یا نوسانی است که انرژی را در محیط (یا فضا) منتقل می‌کند.

یک حرکت موجی (نوسانی) ساده.

موج، به ۲گروه تقسیم می‌شود، که یکی از آن‌ها، امواج الکترومغناطیسی است. موج الکترومغناطیسی، همان آشفتگی در میدان‌های الکترومغناطیسی است. نام دیگر این موج، تابش الکترومغناطیسی است. گاهی به موج الکترومغناطیسی، نور می‌گویند، اگرچه نور مرئی فقط بخشی از امواج الکترومغناطیسی است. امواج الکترومغناطیسی بر حسب قدرتشان به نام‌های گوناگونی خوانده می‌شوند: امواج رادیویی (ضعیف‌ترین موج)، ریزموج، فروسرخ (مادون قرمز)، نور مرئی، فرابنفش، پرتو ایکس و پرتو گاما (قدرتمندترین موج).

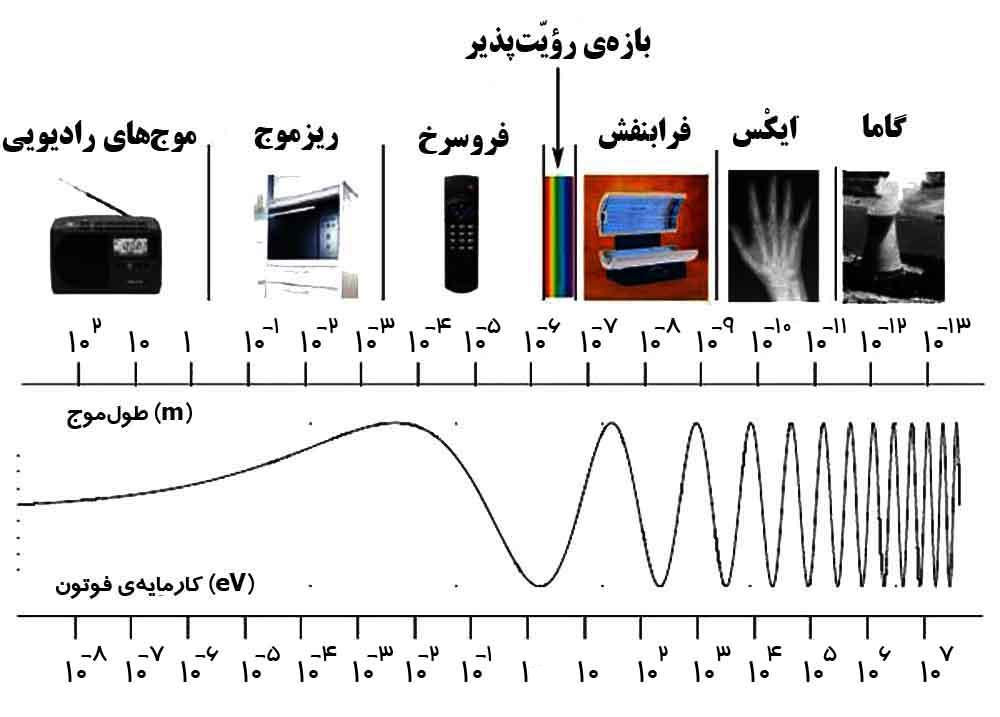
بخشی که انسان می‌تواند ببیند، فقط بخش کوچکی از طیف امواج الکترومغناطیسی را تشکیل می‌دهد.

## قرار گرفتن در معرض بیماری

### تلفن های همراه
یک تلفن همراه با امواج رادیویی که با یک آنتن محلی و فرستنده/گیرنده خودکار به نام ایستگاه پایه سلولی (یا دکل مخابراتی) مبادله می‌شود، به شبکه تلفنی متصل می‌شود. ناحیه خدماتی که توسط هر ارائه‌دهنده پوشش داده می‌شود به مناطق جغرافیایی کوچک‌تری به نام سلول‌ها تقسیم می‌شود و تمامی تلفن‌های موجود در یک سلول با آنتن همان سلول ارتباط برقرار می‌کنند. هم تلفن و هم دکل دارای فرستنده‌های رادیویی هستند که با یکدیگر ارتباط برقرار می‌کنند. از آنجا که در یک شبکه سلولی، کانال‌های رادیویی مشابه در هر چند سلول مجدداً استفاده می‌شوند، این شبکه‌ها از فرستنده‌های با توان کم استفاده می‌کنند تا از نفوذ امواج رادیویی یک سلول به سلول مجاور که از همان فرکانس‌ها استفاده می‌کند، جلوگیری کنند.
تلفن‌های همراه به توان خروجی موثر تابشی همسانگرد (EIRP) تا سقف ۳ وات محدود هستند و شبکه به طور مداوم توان فرستنده تلفن را به حداقل مقدار ممکن برای حفظ کیفیت سیگنال تنظیم می‌کند، به طوری که در نزدیکی دکل، این توان می‌تواند به حداقل مقدار ۱ میلی‌وات کاهش یابد. فرستنده‌های کانال دکل معمولاً دارای توان خروجی EIRP حدود ۵۰ وات هستند. حتی وقتی تلفن مورد استفاده قرار نمی‌گیرد، مگر اینکه خاموش شده باشد، به طور دوره‌ای سیگنال‌های رادیویی را در کانال کنترلی خود ارسال می‌کند تا با دکل ارتباط برقرار کند و برای عملکردهایی مانند انتقال تماس به دکل دیگر در صورت ورود کاربر به سلول دیگر استفاده شود. هنگامی که کاربر تماس برقرار می‌کند، تلفن سیگنالی را در یک کانال دوم ارسال می‌کند که صدای کاربر را حمل می‌کند. شبکه‌های موجود 2G، 3G و 4G از فرکانس‌هایی در باند UHF یا مایکروویو پایین، بین ۶۰۰ مگاهرتز تا ۳.۵ گیگاهرتز استفاده می‌کنند. بسیاری از دستگاه‌های بی‌سیم خانگی مانند شبکه‌های وای‌فای، بازکننده‌های درب گاراژ و دستگاه‌های مانیتور کودک از فرکانس‌های دیگری در همین بازه فرکانسی استفاده می‌کنند.
امواج رادیویی با افزایش فاصله از آنتن فرستنده به سرعت با توان معکوس مربع فاصله کاهش می‌یابند. بنابراین فرستنده تلفن، که هنگام صحبت نزدیک به صورت کاربر نگه داشته می‌شود، منبع بسیار بزرگ‌تری از قرار گرفتن انسان در معرض امواج است نسبت به فرستنده دکل، که معمولاً حداقل چند صد متر از کاربر فاصله دارد. کاربر می‌تواند با استفاده از یک هدست و دور نگه داشتن تلفن از بدن خود، میزان قرار گرفتن در معرض را کاهش دهد.
شبکه‌های سلولی نسل پنجم (5G)، که از سال ۲۰۱۹ شروع به راه‌اندازی شدند، از فرکانس‌های بالاتری در یا نزدیک به باند امواج میلی‌متری، بین ۲۴ تا ۵۲ گیگاهرتز استفاده می‌کنند. امواج میلی‌متری توسط گازهای جوی جذب می‌شوند، بنابراین شبکه‌های 5G از سلول‌های کوچک‌تری نسبت به شبکه‌های سلولی قبلی استفاده خواهند کرد، به اندازه تقریبی یک بلوک شهری. به جای دکل سلولی، هر سلول از یک آرایه از چندین آنتن کوچک نصب‌شده روی ساختمان‌ها و تیرهای برق موجود استفاده می‌کند. به طور کلی، امواج میلی‌متری نسبت به امواج مایکروویو کمتر به عمق بافت‌های زیستی نفوذ می‌کنند و عمدتاً در لایه‌های سطحی بدن جذب می‌شوند.

### تلفن های بی سیم
سازمان حفاظت از سلامت (HPA) همچنین بیان می‌کند که به دلیل قابلیت تنظیم توان تطبیقی تلفن‌های همراه، میزان تابش یک تلفن بی‌سیم DECT می‌تواند حتی از میزان تابش یک تلفن همراه بیشتر باشد. این سازمان توضیح می‌دهد که در حالی که تابش تلفن بی‌سیم DECT به طور متوسط دارای توان خروجی ۱۰ میلی‌وات است، این تابش در واقع به صورت ۱۰۰ پالس در ثانیه با توان ۲۵۰ میلی‌وات صورت می‌گیرد، که قدرتی قابل مقایسه با برخی تلفن‌های همراه دارد.

### شبکه بی سیم
بیشتر تجهیزات شبکه‌های بی‌سیم (LAN) به گونه‌ای طراحی شده‌اند که مطابق با استانداردهای از پیش تعریف‌شده کار کنند. نقاط دسترسی بی‌سیم معمولاً به افراد نزدیک هستند، اما کاهش قدرت سیگنال با فاصله بسیار سریع بوده و از قانون معکوس مربع فاصله پیروی می‌کند. با این حال، لپ‌تاپ‌های بی‌سیم معمولاً در فاصله نزدیکی از کاربران استفاده می‌شوند. به طور غیرعلمی، وای‌فای با حساسیت الکترومغناطیسی مرتبط دانسته شده است، اما تحقیقات انجام‌شده درباره این موضوع شواهد نظام‌مندی که ادعاهای افراد مبتلا را تأیید کند، نیافته‌اند.
کاربران دستگاه‌های شبکه‌سازی بی‌سیم معمولاً برای مدت زمان طولانی‌تری نسبت به تلفن‌های همراه در معرض این دستگاه‌ها هستند و قدرت سیگنال این دستگاه‌ها به طور قابل‌توجهی کمتر نیست. در حالی که یک تلفن سیستم جهانی ارتباطات تلفن همراه (UMTS) می‌تواند توان خروجی‌ای بین 21 دسی‌بل میلی‌وات (125 میلی‌وات) برای کلاس قدرت 4 و 33 دسی‌بل میلی‌وات (2 وات) برای کلاس قدرت 1 داشته باشد، یک روتر بی‌سیم می‌تواند توان خروجی‌ای بین 15 دسی‌بل میلی‌وات (30 میلی‌وات) تا 27 دسی‌بل میلی‌وات (500 میلی‌وات) در بالاترین حد داشته باشد.
با این حال، روترهای بی‌سیم معمولاً فاصله بسیار بیشتری از سر کاربران دارند نسبت به تلفن‌هایی که توسط کاربران نگه داشته می‌شوند، که باعث می‌شود میزان قرار گرفتن در معرض کلی بسیار کمتر باشد. سازمان حفاظت از سلامت (HPA) اعلام کرده است که اگر فردی یک سال کامل را در محلی با یک نقطه دسترسی وای‌فای بگذراند، دوز امواج رادیویی دریافتی او معادل با یک تماس ۲۰ دقیقه‌ای با تلفن همراه خواهد بود.
موضع HPA این است که "قرار گرفتن در معرض فرکانس رادیویی (RF) از وای‌فای احتمالاً کمتر از تلفن‌های همراه است." همچنین این سازمان تأکید کرده است که "هیچ دلیلی وجود ندارد که مدارس و سایرین از تجهیزات وای‌فای استفاده نکنند." در اکتبر ۲۰۰۷، HPA یک مطالعه "منظم" جدید درباره تأثیرات شبکه‌های وای‌فای به نمایندگی از دولت بریتانیا آغاز کرد تا ترس‌هایی که در آن زمان در رسانه‌ها مطرح شده بود را کاهش دهد. مایکل کلارک از HPA بیان کرده است که تحقیقات منتشرشده درباره تلفن‌های همراه و دکل‌های مخابراتی به نتیجه‌ای که وای‌فای را محکوم کند، منجر نشده است.

## اثرات مورد مطالعه

### مدولاسیون عصبی
تعدیل عملکرد عصبی با استفاده از تابش در بازه صدها گیگاهرتز تا چند تراهرتز با انرژی‌های نسبتاً پایین (بدون ایجاد گرمایش یا یونیزاسیون قابل‌توجه) امکان‌پذیر است و می‌تواند تأثیرات مثبت یا منفی داشته باشد. فرکانس‌های مرتبط با تعاملات عصبی در محدوده‌ای یا بالاتر از محدوده‌ای هستند که معمولاً برای دستگاه‌های بی‌سیم مصرفی به کار گرفته می‌شود و از این رو انتظار می‌رود نفوذ کمی در بافت انسانی داشته باشند. بسیاری از مطالعاتی که در این بررسی  به آن‌ها اشاره شده است، به جای انسان‌ها، بر روی جوندگان انجام شده‌اند، که این موضوع مانع محافظتی ناشی از جمجمه‌های ضخیم‌تر در پستانداران بزرگ‌تر را دور می‌زند.

### سد خونی – مغزی
یک بررسی در سال ۲۰۱۰ بیان کرد که "مجموع شواهد تجربی از تأثیر میدان‌های فرکانس رادیویی 'غیر حرارتی' بر نفوذپذیری سد خونی-مغزی حمایت نمی‌کند"، اما اشاره کرد که تحقیقات در مورد تأثیرات فرکانس‌های پایین و تأثیرات آن بر انسان‌ها محدود بوده است. یک مطالعه در سال ۲۰۱۲ درباره تابش فرکانس پایین روی انسان‌ها نشان داد که "هیچ شواهدی از تأثیرات حاد تابش کوتاه‌مدت تلفن همراه بر جریان خون مغزی وجود ندارد."

### سرطان
شایعاتی وجود دارد که استفاده از تلفن همراه می‌تواند باعث سرطان شود، اما این موضوع به طور قطعی اثبات نشده است. مرکز کنترل و پیشگیری از بیماری‌ها (CDC) بیان می‌کند که هیچ شواهد علمی به طور قطعی پاسخ نمی‌دهد که آیا استفاده از تلفن همراه باعث سرطان می‌شود یا خیر.
در بیانیه‌ای در سال ۲۰۱۸، سازمان غذا و داروی ایالات متحده (FDA) اعلام کرد که "حدود ایمنی فعلی شامل یک حاشیه ایمنی ۵۰ برابری از اثرات مشاهده‌شده ناشی از قرار گرفتن در معرض انرژی فرکانس رادیویی است."
یک بررسی در سال ۲۰۲۱ شواهد "محدود" اما "کافی" برای ارتباط فرکانس‌های رادیویی در بازه ۴۵۰ مگاهرتز تا ۶۰۰۰ مگاهرتز با گلیوماها و نوروم‌های صوتی در انسان یافت، اما همچنین نتیجه‌گیری کرد که "... شواهد هنوز به اندازه کافی قوی نیستند تا یک رابطه مستقیم را اثبات کنند." برای فرکانس‌های بالاتر به دلیل کمبود مطالعات مناسب، نتیجه‌گیری ممکن نبود.

### باروری و تولیدمثل
کاهش کیفیت اسپرم در مردان طی چند دهه مشاهده شده است. مطالعات درباره تأثیر تابش تلفن همراه بر باروری مردان نتایج متناقضی دارند و اثرات تابش الکترومغناطیسی فرکانس رادیویی (RF-EMR) ناشی از این دستگاه‌ها بر سیستم تولیدمثل در حال حاضر مورد بحث فعال است.
یک بررسی در سال ۲۰۱۲ نتیجه‌گیری کرد که "مجموع نتایج این مطالعات نشان داده‌اند که RF-EMR تعداد و تحرک اسپرم را کاهش داده و استرس اکسیداتیو را افزایش می‌دهد."
یک مطالعه در سال ۲۰۱۷ روی ۱۵۳ مرد که به یک کلینیک باروری در بوستون، ماساچوست مراجعه کرده بودند، نشان داد که استفاده از تلفن همراه (بر اساس گزارش خود افراد) با کیفیت اسپرم مرتبط نبود و حمل تلفن همراه در جیب شلوار نیز تأثیری بر کیفیت اسپرم نداشت.
یک بررسی در سال ۲۰۲۱ نتیجه‌گیری کرد که فرکانس‌های رادیویی 5G در بازه ۴۵۰ مگاهرتز تا ۶۰۰۰ مگاهرتز بر باروری مردان تأثیر دارد، احتمالاً بر باروری زنان تأثیر می‌گذارد و ممکن است اثرات مضری بر رشد جنین، نوزادان و کودکان داشته باشد. برای فرکانس‌های بالاتر به دلیل کمبود مطالعات مناسب نتیجه‌گیری ممکن نبود. میزان اثر کمی‌سازی نشده است.

### حساسیت الکترومغناطیسی
برخی کاربران تلفن همراه و دستگاه‌های مشابه گزارش داده‌اند که هنگام استفاده یا پس از استفاده از این دستگاه‌ها علائم غیرمخصوصی را تجربه کرده‌اند. مطالعات هیچ ارتباطی میان این علائم و قرار گرفتن در معرض تابش الکترومغناطیسی پیدا نکرده‌اند. علاوه بر این، حساسیت الکترومغناطیسی به عنوان یک تشخیص پزشکی شناخته نشده است.

### متابولیسم گلوکز
طبق گزارش موسسه ملی سرطان، دو مطالعه کوچک که بررسی کردند آیا و چگونه تابش تلفن همراه بر متابولیسم گلوکز مغزی تأثیر می‌گذارد، نتایج ناسازگاری نشان داده‌اند.

### اثرات روی کودکان
گزارشی از سازمان حفاظت در برابر تابش و ایمنی هسته‌ای دولت استرالیا (ARPANSA) در ژوئن ۲۰۱۷ بیان کرد:
برنامه تحقیقاتی ۲۰۱۰ سازمان بهداشت جهانی (WHO) کمبود شواهد کافی مرتبط با کودکان را شناسایی کرده بود و این موضوع همچنان به قوت خود باقی است.
تاکنون هیچ مطالعه بلندمدت آینده‌نگر درباره این موضوع انجام نشده است و این نیاز تحقیقاتی همچنان یک اولویت بالا است.
برای سرطان، تنها یک مطالعه کنترل موردی کامل که چهار کشور اروپایی را شامل می‌شد، استفاده از تلفن همراه در میان کودکان یا نوجوانان و خطر تومور مغزی را بررسی کرده است؛ این مطالعه هیچ ارتباطی میان این دو نشان نداده است (آیدین و همکاران، ۲۰۱۱).
با توجه به این کمبود اطلاعات در مورد کودکان و تلفن همراه و سرطان، مطالعات اپیدمیولوژیک بیشتری مورد نیاز است.

### سایر موجودات
سطوح پایین امواج الکترومغناطیسی (EMF) برخی اثرات بر سایر موجودات دارند. به عنوان مثال، مطالعه‌ای در سال ۲۰۰۶ توسط ویان و همکاران نشان داد که مایکروویو بر بیان ژن در گیاهان تأثیر می‌گذارد.

## ایستگاه های پایه
متخصصانی که توسط فرانسه مشورت داده شده بودند، توصیه کردند که محور اصلی آنتن نباید مستقیماً در مقابل یک محل سکونت و در فاصله کمتر از ۱۰۰ متر قرار گیرد. این توصیه در سال ۲۰۰۳ اصلاح شد تا بیان کند که آنتن‌هایی که در شعاع ۱۰۰ متری مدارس ابتدایی یا مراکز مراقبت از کودکان قرار دارند، باید به گونه‌ای بهتر در منظره شهری ادغام شوند. این توصیه در گزارش کارشناسی سال ۲۰۰۵ گنجانده نشد.
آژانس فرانسوی امنیت بهداشتی محیط زیست (Agence française de sécurité sanitaire environnementale) تا سال ۲۰۰۹ اعلام کرد که هیچ اثر کوتاه‌مدت اثبات‌شده‌ای از میدان‌های الکترومغناطیسی بر سلامت وجود ندارد، اما سوالاتی درباره اثرات بلندمدت همچنان باز است و کاهش مواجهه از طریق بهبودهای فناورانه آسان است.
یک مطالعه در سال ۲۰۲۰ که در مجله Environmental Research منتشر شد، بیان کرد که "اگرچه علت مستقیم اثرات منفی امواج فرکانس رادیویی (RFR) ناشی از ایستگاه‌های پایه تلفن همراه بر سلامت انسان نهایی نشده است، اما شواهد پزشکی و علمی کافی وجود دارد که نگرانی‌هایی برای مسئولیت‌های بلندمدت شرکت‌هایی که دکل‌های تلفن همراه را نصب می‌کنند، ایجاد کند." این مطالعه همچنین پیشنهاد کرد که فاصله‌گذاری داوطلبانه از مدارس و بیمارستان‌ها رعایت شود.

## استانداردهای ایمنی و صدور مجوز
برای حفاظت از جمعیتی که در اطراف ایستگاه‌های پایه و کاربران گوشی‌های همراه زندگی می‌کنند، دولت‌ها و نهادهای نظارتی استانداردهای ایمنی را اتخاذ می‌کنند که به محدودیت‌هایی برای سطح مواجهه زیر یک مقدار معین ترجمه می‌شود. استانداردهای ملی و بین‌المللی متعددی پیشنهاد شده است، اما استاندارد کمیسیون بین‌المللی حفاظت در برابر پرتوهای غیر یونیزان (ICNIRP) معتبرترین آن‌هاست و تاکنون توسط بیش از ۸۰ کشور پذیرفته شده است. برای ایستگاه‌های رادیویی، ICNIRP دو سطح ایمنی پیشنهاد می‌کند: یکی برای مواجهه شغلی و دیگری برای عموم مردم. در حال حاضر تلاش‌هایی برای هماهنگ کردن استانداردهای مختلف موجود در جریان است.
در اکثر مناطق شهری، رویه‌های صدور مجوز برای ایستگاه‌های رادیویی در سطوح شهری/استانی، استانی/ایالتی یا ملی تنظیم شده است. در بسیاری از مناطق، ارائه‌دهندگان خدمات تلفن همراه ملزم به دریافت مجوز ساخت، ارائه گواهی سطوح انتشار آنتن و اطمینان از انطباق با استانداردهای ICNIRP و/یا سایر قوانین محیط زیستی هستند.
بسیاری از نهادهای دولتی همچنین از شرکت‌های مخابراتی رقیب می‌خواهند که تلاش کنند تا برج‌ها را به اشتراک بگذارند، به‌منظور کاهش تأثیرات محیطی و ظاهری. این موضوع یکی از عوامل مؤثر در رد نصب آنتن‌ها و برج‌های جدید در جوامع است.
استانداردهای ایمنی در ایالات متحده توسط کمیسیون ارتباطات فدرال (FCC) تعیین می‌شوند. FCC استانداردهای خود را عمدتاً بر اساس استانداردهای تعیین‌شده توسط شورای ملی حفاظت در برابر تابش و اندازه‌گیری‌ها (NCRP) - که یک سازمان علمی منشور شده توسط کنگره در منطقه واشنگتن دی‌سی است - و مؤسسه مهندسان برق و الکترونیک (IEEE)، به‌ویژه زیرکمیته ۴ کمیته بین‌المللی ایمنی الکترومغناطیسی، قرار داده است.
سوئیس برای برخی "مناطق حساس" (مانند کلاس‌های درس) محدودیت‌های ایمنی را کمتر از محدودیت‌های ICNIRP تعیین کرده است.
در مارس ۲۰۲۰، برای اولین بار از سال ۱۹۹۸، ICNIRP دستورالعمل‌های خود را برای مواجهه با فرکانس‌های بالاتر از ۶ گیگاهرتز - از جمله فرکانس‌هایی که برای 5G بالای ۶ گیگاهرتز استفاده می‌شوند - به‌روزرسانی کرد. این کمیسیون محدودیتی برای سطح قابل‌قبول مواجهه کل بدن، محدودیتی برای مواجهه کوتاه‌مدت با بخش‌های کوچک بدن و کاهش حداکثر میزان مواجهه مجاز برای یک منطقه کوچک از بدن اضافه کرد.

## دعاوی حقوقی
در ایالات متحده، پرونده‌های حقوقی مربوط به صدمات شخصی توسط افرادی علیه تولیدکنندگان (از جمله موتورولا، NEC، زیمنس و نوکیا) بر اساس اتهاماتی مبنی بر ایجاد سرطان مغز و مرگ تنظیم شده است. در دادگاه‌های فدرال ایالات متحده، شهادت کارشناسان مرتبط با علم ابتدا باید در یک جلسه داوبرت (Daubert hearing) توسط قاضی ارزیابی شود تا از لحاظ علمی معتبر و مرتبط باشد و سپس به‌عنوان مدرک پذیرفته شود. در یک پرونده در سال ۲۰۰۲ علیه موتورولا، شاکیان ادعا کردند که استفاده از تلفن‌های دستی بی‌سیم می‌تواند باعث سرطان مغز شود و استفاده از تلفن‌های موتورولا باعث سرطان یکی از شاکیان شده است. قاضی حکم داد که هیچ مدرک علمی به اندازه کافی معتبر و مرتبط برای حمایت از علیت کلی یا خاص ارائه نشده است، درخواست برای حذف شهادت کارشناسان شاکیان را پذیرفت و درخواست برای حذف شهادت کارشناسان متهمان را رد کرد.
در ایتالیا، دو پرونده جداگانه در سال‌های ۲۰۰۹ و ۲۰۱۷ منجر به اعطای مستمری به شاکیانی شد که ادعا کردند تومورهای خوش‌خیم مغزی آن‌ها نتیجه استفاده طولانی‌مدت از تلفن همراه در وظایف حرفه‌ای بوده است. این استفاده به مدت ۵ تا ۶ ساعت در روز انجام می‌شد و دادگاه حکم داد که این استفاده با استفاده غیرحرفه‌ای متفاوت است.
در بریتانیا، گروهی به نام اقدام قانونی علیه 5G (Legal Action Against 5G) تلاش کردند که یک بررسی قضایی از برنامه دولت برای استقرار فناوری 5G انجام دهند. در صورت موفقیت، این گروه قرار بود توسط مایکل منسفیلد QC، یکی از وکلای برجسته بریتانیا، نمایندگی شود. اما این درخواست رد شد، زیرا دولت نشان داده بود که فناوری 5G به‌اندازه 4G ایمن است و همچنین شاکیان اقدام خود را خیلی دیر مطرح کرده بودند.

## موارد احتیاط

### اصل احتیاط
در سال 2000، سازمان بهداشت جهانی (WHO) توصیه کرد که اصل احتیاط می‌تواند به صورت داوطلبانه در این مورد اتخاذ شود. این توصیه از توصیه‌های اتحادیه اروپا برای خطرات محیط زیستی پیروی می‌کند.
به گفته WHO، "اصل احتیاط" یک "سیاست مدیریت ریسک است که در شرایطی با عدم قطعیت علمی بالا اعمال می‌شود و نشان دهنده نیاز به اقدام برای یک خطر بالقوه جدی بدون انتظار نتایج تحقیقات علمی است." رویکردهای توصیه‌شده کمتر سختگیرانه دیگر عبارتند از اصل اجتناب محتاطانه و تا حد ممکن کم. اگرچه همه اینها در کاربرد مشکل‌ساز هستند، اما با توجه به استفاده گسترده و اهمیت اقتصادی سیستم‌های مخابراتی بی‌سیم در تمدن مدرن، محبوبیت چنین اقداماتی در میان عموم افزایش یافته است، هرچند شواهدی نیز وجود دارد که نشان می‌دهد چنین رویکردهایی ممکن است نگرانی را افزایش دهند.
آنها شامل توصیه‌هایی مانند حداقل کردن استفاده، محدود کردن استفاده توسط جمعیت در معرض خطر (مانند کودکان)، اتخاذ تلفن‌ها و میکروسل‌ها با سطوح تابش تا حد ممکن کم، استفاده گسترده‌تر از فناوری‌های هندزفری و هدفون مانند هدست‌های بلوتوث، اتخاذ استانداردهای حداکثر قرار گرفتن در معرض، شدت میدان RF و فاصله آنتن‌های ایستگاه‌های پایه از سکونتگاه‌های انسانی و غیره می‌شوند.
به طور کلی، اطلاع‌رسانی عمومی همچنان چالش‌برانگیز است زیرا عواقب مختلف بهداشتی در ادبیات و رسانه‌ها مطرح می‌شود و جمعیت‌ها را در معرض اطلاعات بالقوه نگران‌کننده قرار می‌دهد.

### اقدامات پیشگیرانه و توصیه های بهداشتی
در ماه مه 2011، آژانس بین‌المللی تحقیقات سرطان سازمان بهداشت جهانی، امواج الکترومغناطیسی ناشی از تلفن‌های همراه و سایر منابع را به عنوان "ممکن است سرطان‌زا برای انسان باشد" طبقه‌بندی کرد و به عموم مردم توصیه کرد که برای کاهش مواجهه، اقدامات ایمنی مانند استفاده از دستگاه‌های هندزفری یا پیامک را اتخاذ کنند.
برخی از مقامات مشاوره رادیاسیون ملی، از جمله اتریش، فرانسه، آلمان و سوئد، اقداماتی را برای به حداقل رساندن مواجهه شهروندان خود توصیه کرده‌اند. نمونه‌هایی از این توصیه‌ها عبارتند از:
برای کاهش تابش به سر از هندزفری استفاده کنید.
تلفن همراه را دور از بدن نگه دارید.
در ماشین بدون آنتن خارجی از تلفن استفاده نکنید.
استفاده از "هندزفری" توسط انجمن مصرف‌کنندگان بریتانیا در بیانیه‌ای در نوامبر 2000 توصیه نشد، زیرا معتقد بودند که قرار گرفتن در معرض افزایش می‌یابد. با این حال، اندازه‌گیری‌ها برای وزارت تجارت و صنعت (آن زمان) بریتانیا و دیگران برای آژانس فرانسوی ایمنی بهداشتی محیط زیست [fr] کاهش قابل توجهی را نشان داد. در سال 2005، پروفسور لوری چالیس و دیگران گفتند که بستن یک مهره فریت روی کیت‌های هندزفری، از حرکت امواج رادیویی به سمت بالا و داخل سر جلوگیری می‌کند.
چندین کشور استفاده متوسط از تلفن‌های همراه برای کودکان را توصیه کرده‌اند. مقاله‌ای از گاندی و همکاران در سال 2006 بیان می‌کند که کودکان سطوح بالاتری از نرخ جذب ویژه (SAR) را دریافت می‌کنند. هنگام مقایسه کودکان 5 و 10 ساله با بزرگسالان، آنها حدود 153% سطح SAR بالاتری دریافت می‌کنند. همچنین، با کاهش پرمیتویته مغز با افزایش سن و حجم نسبی بالاتر مغز در حال رشد در معرض کودکان، تابش بسیار فراتر از مغز میانی نفوذ می‌کند.

### 5G
FDA می‌گوید: "... همچنان معتقد است که محدودیت‌های ایمنی فعلی برای قرار گرفتن در معرض انرژی رادیویی فرکانس رادیویی تلفن همراه برای محافظت از سلامت عمومی قابل قبول است."
در طول همه گیری کووید-19، اطلاعات نادرستی منتشر شد که ادعا می کرد شبکه های 5G به گسترش کووید-19 کمک می کنند.

### محصولات جعلی
محصولاتی تبلیغ شده‌اند که ادعا می‌کنند از مردم در برابر تابش EM تلفن‌های همراه محافظت می‌کنند؛ در ایالات متحده، کمیسیون تجارت فدرال هشداری منتشر کرد مبنی بر اینکه "کلاهبرداران از عناوین خبری پیروی می‌کنند تا محصولاتی را تبلیغ کنند که از اخبار سوءاستفاده می‌کنند - و به مردم نگران حمله می‌کنند."
به گفته FTC، "هیچ مدرک علمی وجود ندارد که نشان دهد به اصطلاح سپرها قرار گرفتن در معرض امواج الکترومغناطیسی را به طور قابل توجهی کاهش می‌دهند. محصولاتی که فقط گوشی یا قسمت کوچکی دیگر از تلفن را مسدود می‌کنند کاملاً بی‌اثر هستند زیرا کل تلفن امواج الکترومغناطیسی ساطع می‌کند." چنین سپرهایی "ممکن است با سیگنال تلفن تداخل ایجاد کنند، باعث شوند که برای برقراری ارتباط با ایستگاه پایه قدرت بیشتری مصرف کند و احتمالاً تشعشع بیشتری ساطع کند." FTC علیه شرکت‌هایی که چنین محصولاتی را می‌فروشند، ادعاهای تبلیغات نادرست را اجرا کرده است.

## پژوهش‌های جدید
موبایل، امواج رادیویی‌ای را منتشر می‌کند، که ممکن است اندام‌های بدن، آن امواج را جذب کنند.

### تاثیر امواج موبایل بر چشم
برخلاف باور عموم مردم، تاثیر مخرب امواج موبایل بر سلامتی چشم، بر اساس بررسی‌های جدید علمی، رد شده‌است. سازمان جهانی بهداشت، اعلام کرده‌است که تاکنون هیچ نشانه محکمی برای تاثیر مضر موبایل بر سلامت چشم انسان، یافت نشده‌است. مؤسسه حفاظت دربرابر اشعه فدرال آلمان نیز برطبق جدیدترین یافته‌هایش، تاثیر مضر موبایل بر سلامت چشم را از نظر علمی تأیید نمی‌کند.

### دیگر تأثیرات امواج موبایل
در تحقیقاتی که در گذشته انجام شده بود، استفاده از موبایل را با تومورهای مغزی بسیار مرتبط می‌دانستند. اما اکنون و پس از بررسی‌های جدید علمی، این ارتباط بین امواج موبایل و تومورهای مغزی، از نظر علمی ثابت نشده‌است. این تحقیقات، شواهدی را پیدا کرده بودند که نشان می‌داد امواج موبایل، ممکن است امواج مغزی انسان را تغییر دهند. سر انسان نیز، منطقه حساس‌تری برای امواج موبایل است. یک پژوهش جدید نیز نشان می‌دهد که ارتباطی میان مکالمه صوتی و تأثیرات مضر بر حافظه جوانان وجود دارد. در این تحقیقات، مشخص شد که هرچقدر که جوانان موبایل را در گوش راستشان گرفته و صحبت کرده بودند، قدرت حافظه‌شان کمی کمتر می‌شد. در آزمایشی که اخیراً انجام شد، معلوم شد که مکالمه صوتی با تلفن همراه، بخش‌هایی از سمت راست سر انسان را فعال می‌کند. پژوهشگران در این آزمایش، از ۴۷نفر اسکن مغزی گرفتند، تا تغییرات گلوکزهای متابولیسمی آنان را اندازه‌گیری کنند. آنان پس از آزمایش، متوجه شدند که متابولیسم گلوکزی شرکت کنندگان، پس از ۵۰دقیقه مکالمه صوتی، تا ۷٪ افزایش داشته‌است. اما دانشمندان پس از پژوهش‌های جدیدتر و مختلف، نشانه‌ای جدی مبنی بر مضر بودن موبایل نیافتند. امواج موبایل نیز غیر یونی بوده و برای اندام‌ها و بافت‌های بدن انسان، ضرری ندارند. برطبق آخرین نظرات تخصصی دانشمندان، امواج موبایل به سلول‌های سالم بدن آسیب نمی‌زنند. برخی از دانشمندان اظهار می‌کنند که هیچ نگرانی جدی‌ای دربارهٔ امواج موبایل وجود ندارد. مارتین روسلی، رئیس «واحد تاثیرات محیطی بر سلامت» در «انستیتو صحت عامه» می‌گوید:
هیچ نگرانی‌ای دربارهٔ امواج موبایل وجود ندارد. ۸۰٪ از جذب امواج موبایل از طریق نگهداشتن آن در گوش، انجام می‌شود. اساساً آنچه که ما دیدیم، این است که هر چقدر که جذب امواج موبایل توسط مغز طی یک سال زیاد بود، به همان اندازه رشد بخش حافظه خوب نبود. اما اگر شما نسبت به این مسئله نگران هستید، دانشمندان می‌گویند که تأثیرات امواج موبایل «بسیار کم می‌شود» اگر آن را در گوش چپ خود بگیرید یا این که از بلندگوی آن یا هندزفری استفاده کنید. به ویژه وقتی که کیفیت شبکه مخابراتی پایین است. همچنین، این امواج بسیار کم‌اند، مانند امواج تلویزیون و رادیو. امواج موبایل غیر یونی‌اند، و رادیواکتیو یا اشعه ایکس نیستند. غیرممکن است که این امواج، مستقیماً به ساختمان دی‌ان‌ای آسیب بزنند. همچنین تحقیقاتی که به رابطه امواج موبایل با سرطان اشاره می‌کنند، غالباً گذشته‌نگر هستند، یعنی مبتنی بر اظهارات افرادی‌اند که تومور دارند و می‌گویند که قبلاً از موبایل استفاده کرده‌اند. ما شاهد افزایش شمار مبتلایان به سرطان در دو دهه گذشته نبوده‌ایم. اگر خطر بزرگی در استفاده از تلفن موبایل می‌بود، قطعاً انتظار می‌رفت که این شمار افزایش یابد. من نیز رابطه‌ای میان امواج موبایل و سرطان مشاهده نکرده‌ام.
 فرانک دی ووخت از مرکز «بیماری‌های مسری و صحت عامه» دانشگاه بریستول، می‌گوید: 
 این پژوهش نشان می‌دهد که هرچند احتمالا موبایل بر حافظه تاثیر دارد، اما این تاثیر نسبتاً کوچک و خرد است. بعید است که بتوانیم تأثیرات موبایل را به این سادگی مورد بررسی قرار بدهیم. اگر استفاده از موبایل خطر برخی چیزها مانند سرطان را افزایش می‌داد، این مسئله تاکنون به روشنی با روش‌های علمی‌مان فهمیده می‌شد؛ به‌عنوان مثال، آنچنان که خطر تنباکو برای سرطان ریه کشف شد. از دید من، مهمترین نکته همه این پژوهش‌ها، این است که استفاده از موبایل آنچنان که بسیاری از مردم می‌گویند، بسیار خطرناک نیست. البته، شواهد مستدلی وجود دارد که نشان می‌دهند «اعتیاد به تلفون موبایل» تأثیرات منفی بر تعامل اجتماعی، سلامت روانی و تندرستی دارد.
دکتر یولاندا اوهن، بیوفیزیست دانشگاه کالج لندن، نیز می‌گوید:
انرژی حاصل از امواج یونی با فرکانس بسیار بالا تابش پیدا می‌کنند. به‌عنوان مثال، به بیماران اغلب دربارهٔ مضرات اشعه ایکس گفته می‌شود، چرا که به راحتی قادر است به سلول‌های بدن‌شان آسیب بزند. اما امواج غیر یونی که در دستگاه‌های خانگی و گوشی‌های همراه وجود دارد با فرکانس بسیار پایین توسط شرکت‌های معتبر ساخته می‌شود، که قادر نیستند به سلول‌ها آسیب بزنند.
افزون بر این، کارهای دیگری که با موبایل انجام می‌شوند، مانند فرستادن پیام تصویری، عکس گرفتن و استفاده از اپلیکیشن‌های مختلف، به تقریب هیچگونه امواجی را جذب مغز نمی‌کند.

## در باور مردم
از دیرباز، این باور که امواج موبایل برای سلامت انسان خطرناک است، بین مردم وجود داشته‌است. درواقع، مسئله اینجاست که در بیشتر پژوهش‌هایی که روی موش‌ها انجام شده، آن‌ها را در معرض تابش امواج با قدرت‌های بالا قرار داده بودند. قدرتی که موبایل هیچ‌وقت نمی‌تواند به آن برسد.
اخبار ضد و نقیض بسیار زیادی دربارهٔ ضررهای استفاده از گوشی همراه در رسانه‌ها منتشر می‌شود. برای مثال، ادعا شده استفاده مستمر از گوشی همراه، سبب اختلالات حافظه و حتی ناباروری می‌شود. اما موسسه ملی سرطان در انگلستان، صحت این اخبار را رد کرده و اینچنین اخباری را فاقد اعتبار می‌خواند.
البته این نگرانی نیز وجود دارد که کودکان بیشتر در معرض خطر امواج موبایل هستند. دستگاه عصبی انسان پس از تولد، همچنان درحال رشد است. اما دکتر اوهن در اینباره توضیح می‌دهد:《حمام آفتاب گرفتن به شدت روی سلامتی انسان تاثیر منفی بیشتری دارد، تا اینکه همزمان در اتاقی قرار بگیرید که ۱۰ دستگاه الکترومغناطیسی مثل گوشی همراه و مودموای‌فای آنجا باشند. 》
درطی ۲۰سال گذشته، با اینکه دانشمندان پس از بررسی فهمیدند که تشخیص تومورهای مغزی کمی بیشتر شده‌است، اما برطبق گزارش مؤسسه تحقیقاتی سرطان انگلستان، در دارندگان موبایل حتی خیلی کمتر تومور مغزی دیده شده‌است. به گفته فرانک دی ووخت، از مرکز بیماری‌های مسری و صحت آمه دانشگاه بریستول، اگر استفاده از موبایل خطر سرطان را به‌همراه داشت، باید به روشنی دیده می‌شد.